# Olly Murs
Oliver Stanley "Olly" Murs (født 14. maj 1984 i Witham, Essex, England) er en engelsk singer-songwriter, sanger og tv-vært. Murs blev berømt, efter han sluttede på en andenplads i sjette sæson af The X Factor i 2009. Han har på nuværende tidspunkt en kontrakt med Epic Records og Syco Music. Efter utallige hit sange har Murs i dag (2015) solgt omtrent 16 millioner sange på verdensplan.[kilde mangler]